# Forêt de Trois-Fontaines
Forêt de Trois-Fontaines este o arie protejată (sit de importanță comunitară — SCI) din Franța întinsă pe o suprafață de 3.326 ha, integral pe uscat.

## Localizare
Centrul sitului Forêt de Trois-Fontaines este situat la coordonatele 48°42′26″N 4°55′01″E / 48.70722°N 4.91694°E.

## Înființare
Situl Forêt de Trois-Fontaines a fost declarat arie specială de conservare în baza directivei 92/43 din 1992 referitoare la conservarea habitatelor naturale și a faunei și florei sălbatice pentru a proteja 8 specii de animale.

## Biodiversitate
Situată în ecoregiunea continentală, aria protejată conține 6 habitate naturale: Păduri de stejar sau de stejar și carpen sub-atlantice și medio-europene de Carpinion betuli, Păduri acidofile de stejar bătrân cu Quercus robur pe câmpii nisipoase, Păduri aluvionare cu Alnus glutinosa și Fraxinus excelsior (Alno-Padion, Alnion incanae, Salicion albae), Păduri de fag Asperulo-Fagetum, Pante stâncoase calcaroase cu vegetație casmofită, Peșteri inaccesibile publicului.
La baza desemnării sitului se află mai multe specii protejate:
- amfibieni (2): izvoraș-cu-burta-galbenă (Bombina variegata), triton cu creastă (Triturus cristatus)
- mamifere (5): liliac cârn (Barbastella barbastellus), liliac cu urechi mari (Myotis bechsteinii), liliac cărămiziu (Myotis emarginatus), liliac comun (Myotis myotis), liliacul mic cu potcoavă (Rhinolophus hipposideros)
- nevertebrate (1): rădașcă (Lucanus cervus)

Pe lângă speciile protejate, pe teritoriul sitului au mai fost identificate 20 de specii de plante, 5 specii de păsări, 7 specii de amfibieni, 6 specii de mamifere.